# Max Fuhrmann der Jüngere
Max Fuhrmann der Jüngere (* 24. Februar 1891 in München; † 25. Mai 1953 ebenda) war ein deutscher Maler, Zeichner, Graphiker, Exlibriskünstler und Werbegraphiker.
Nach dem ersten Unterricht beim Vater, dem Münchner Maler Max Fuhrmann dem Älteren (1860–1908) wurde Max Fuhrmann Schüler der Königlichen Kunstgewerbeschule München bei Julius Diez.
Nach der beendeten Lehre beschäftigte er sich mit Graphik. Nach dem Ersten Weltkrieg wurde Fuhrmann als Werbegraphiker tätig. Erst um 1936 wandte er sich der Malerei zu.
Fuhrmann war bis 1933 Mitglied im Reichsverband Bildender Künstler Deutschlands. Er zeigte seine Werke u. a. auf der Großen Berliner Kunstausstellung. Von 1940 bis 1944 war er auf allen Großen Deutschen Kunstausstellungen in München mit Bildern vertreten, die den Geschmack führender Nazis trafen. Von seinen 13 ausgestellten Bildern erwarben Hitler sechs und die Nazi-Führer Albert Forster und Franz-Xaver Schwarz je eines.